# Agenția de Plăți și Intervenție pentru Agricultură
Agenția de Plăți și Intervenție pentru Agricultură (APIA) este o agenție din România care funcționează în subordinea Ministerului Agriculturii, Pădurilor și Dezvoltării Rurale, înființată în anul 2004.
Începând cu 1 ianuarie 2007, APIA derulează fondurile europene pentru implementarea măsurilor de sprijin finanțate din Fondul European pentru Garantare în Agricultură (FEGA).
Subvențiile se acordă sub formă de plăți directe la hectar gestionate de Sistemul Integrat de Administrare și Control (IACS) și în cadrul măsurilor de piață pentru implementarea mecanismelor comerciale conform Politicii Agricole Comune (PAC).
Astfel, Agenția de Plăți și Intervenție pentru Agricultură administrează sistemul de certificate de export-import și garanții pentru importul și exportul produselor agricole, elaborează și implementează procedurile privind aplicarea sistemului de intervenție pentru produsele agricole.
Instituția are următoarea organizare: aparat central, 42 de centre județene și 210 centre locale.
În cursul anului 2009, APIA a plătit peste 1,9 miliarde lei (circa 528,5 milioane euro), pentru 1.082.942 fermieri care au depus cereri în cadrul Campaniei SAPS 2008 și 11,9 milioane lei (circa 3,5 milioane euro) pentru 3.848 fermieri, pentru Campania SAPS 2007.
În anul 2009, APIA a primit 1,116 milioane cereri de plată pentru o suprafață de 9,6 milioane hectare, iar în 2008 au fost înregistrate 1,123 milioane cereri pentru 9,3 milioane hectare.
Număr de angajați:
- 2012: 5.500[4]
- 2010: 5.100[5].
- 2009: 5.300[6]

## Conducerea
Președinții APIA:
- Dan Gherghelaș: 1 octombrie 2007 - 12 februarie 2009[7]
- Mariana Drăghici (interimar): 12 februarie 2009 - 19 martie 2009[7]
- Melinda Kerekeș (interimar): 19 martie 2009 - 1 aprilie 2009[7]
- Daniel Constantin: 1 aprilie 2009 - 6 octombrie 2009[8]
- Melinda Kerekeș: 6 octombrie 2009 - 18 februarie 2010[9]
- Florin Marius Faur: 18 februarie 2010 - 13 iunie 2012[10][11]
- Gheorghe Benu: 13 iunie 2012 - prezent[11]
- Adrian Pintea